# B’z/Diskografie
Diese Diskografie ist eine Übersicht über die musikalischen Werke der japanischen Band B’z. Den Schallplattenauszeichnungen zufolge hat sie bisher mehr als 87,4 Millionen Tonträger verkauft. Ihre erfolgreichste Veröffentlichung ist die Kompilation B’z The Best “Pleasure” mit über 5,1 Millionen verkauften Einheiten.

## Alben

### Studioalben
| Jahr | Titel         | Höchstplatzierung, Gesamtwochen, AuszeichnungChartsChartplatzierungen (Jahr, Titel, Platzierungen, Wochen, Auszeichnungen, Anmerkungen) | Anmerkungen                                                      |
| Jahr | Titel         | JP | Anmerkungen                                                      |
| ---- | ------------- | --- | ---------------------------------------------------------------- |
| 1988 | B’z           | JP47 (87 Wo.)JP | Erstveröffentlichung: 21. September 1988 Verkäufe JP: + 338.360  |
| 1989 | Off the Lock  | JP33 Diamant · (126 Wo.)JP | Erstveröffentlichung: 21. Mai 1989 Verkäufe JP: + 604.700        |
| 1990 | Break Through | JP3 Diamant · (124 Wo.)JP | Erstveröffentlichung: 21. Februar 1990 Verkäufe JP: + 724.640    |
| 1990 | Risky         | JP1 ×2Doppeldiamant · (130 Wo.)JP | Erstveröffentlichung: 7. November 1990 Verkäufe JP: + 1.695.900  |
| 1991 | In the Life   | JP1 ×2Doppeldiamant · (98 Wo.)JP | Erstveröffentlichung: 27. November 1991 Verkäufe JP: + 2.402.970 |
| 1992 | Run           | JP1 ×6Sechsfachplatin · (53 Wo.)JP | Erstveröffentlichung: 28. Oktober 1992 Verkäufe JP: + 2.196.660  |
| 1994 | The 7th Blues | JP1 ×4Vierfachplatin · (16 Wo.)JP | Erstveröffentlichung: 2. März 1994 Verkäufe JP: + 1.630.450      |
| 1995 | Loose         | JP1 ×3Dreifachdiamant · (32 Wo.)JP | Erstveröffentlichung: 22. November 1995 Verkäufe JP: + 3.003.210 |
| 1997 | Survive       | JP1 ×2Doppeldiamant · (24 Wo.)JP | Erstveröffentlichung: 19. November 1997 Verkäufe JP: + 1.723.030 |
| 1999 | Brotherhood   | JP1 ×3Dreifachplatin · (14 Wo.)JP | Erstveröffentlichung: 14. Juli 1999 Verkäufe JP: + 1.391.850     |
| 1999 | Eleven        | JP1 Diamant · (12 Wo.)JP | Erstveröffentlichung: 6. Dezember 2000 Verkäufe JP: + 1.132.180  |
| 2002 | Green         | JP1 ×3Dreifachplatin · (16 Wo.)JP | Erstveröffentlichung: 3. Juli 2002 Verkäufe JP: + 1.131.788      |
| 2003 | Big Machine   | JP1 ×3Dreifachplatin · (23 Wo.)JP | Erstveröffentlichung: 17. September 2003 Verkäufe JP: + 746.451  |
| 2005 | The Circle    | JP1 ×2Doppelplatin · (24 Wo.)JP | Erstveröffentlichung: 6. April 2005 Verkäufe JP: + 557.783       |
| 2006 | Monster       | JP1 ×2Doppelplatin · (19 Wo.)JP | Erstveröffentlichung: 28. Juni 2006 Verkäufe JP: + 539.708       |
| 2007 | Action        | JP1 Platin · (27 Wo.)JP | Erstveröffentlichung: 5. Dezember 2007 Verkäufe JP: + 440.108    |
| 2009 | Magic         | JP1 ×2Doppelplatin · (26 Wo.)JP | Erstveröffentlichung: 18. November 2009 Verkäufe JP: + 488.468   |
| 2011 | C’mon         | JP1 Platin · (24 Wo.)JP | Erstveröffentlichung: 27. Juli 2011 Verkäufe JP: + 383.428       |
| 2015 | Epic Day      | JP1 Platin · (24 Wo.)JP | Erstveröffentlichung: 4. März 2015 Verkäufe JP: + 294.329        |
| 2017 | Dinosaur      | JP1 Platin · (42 Wo.)JP | Erstveröffentlichung: 29. November 2017 Verkäufe JP: + 240.846   |
| 2019 | New Love      | JP1 Platin · (47 Wo.)JP | Erstveröffentlichung: 29. Mai 2019 Verkäufe JP: + 270.370        |
| 2022 | Highway X     | JP1 Gold · (39 Wo.)JP | Erstveröffentlichung: 10. August 2022 Verkäufe JP: + 156.391     |

grau schraffiert: keine Chartdaten aus diesem Jahr verfügbar

### Kompilationen
| Jahr | Titel                                | Höchstplatzierung, Gesamtwochen, AuszeichnungChartsChartplatzierungen (Jahr, Titel, Platzierungen, Wochen, Auszeichnungen, Anmerkungen) | Anmerkungen                                                       |
| Jahr | Titel                                | JP | Anmerkungen                                                       |
| ---- | ------------------------------------ | --- | ----------------------------------------------------------------- |
| 1982 | B’z TV Style Songless Version        | JP2 Gold · (16 Wo.)JP | Erstveröffentlichung: 19. Februar 1992 Verkäufe JP: + 231.341     |
| 1995 | B’z TV Style II Songless Version     | JP17 (9 Wo.)JP | Erstveröffentlichung: 20. Dezember 1995 Verkäufe JP: + 109.280    |
| 1997 | Flash Back-B’z Early Special Titles- | JP2 ×3Dreifachplatin · (17 Wo.)JP | Erstveröffentlichung: 26. April 1997 Verkäufe JP: + 1.200.000     |
| 1998 | B’z The Best “Pleasure”              | JP1 ×5Fünffachdiamant · (63 Wo.)JP | Erstveröffentlichung: 20. Mai 1998 Verkäufe JP: + 5.135.922       |
| 1998 | B’z The Best “Treasure”              | JP1 ×4Vierfachdiamant · (40 Wo.)JP | Erstveröffentlichung: 20. September 1998 Verkäufe JP: + 4.438.742 |
| 2000 | B’z The “Mixture”                    | JP1 ×4Vierfachplatin · (15 Wo.)JP | Erstveröffentlichung: 23. Februar 2000 Verkäufe JP: + 1.499.810   |
| 2002 | The Ballads ~Love & B’z~             | JP1 ×4Vierfachplatin · (25 Wo.)JP | Erstveröffentlichung: 11. Dezember 2002 Verkäufe JP: + 1.713.726  |
| 2005 | B’z The Best “Pleasure II”           | JP1 Diamant · (31 Wo.)JP | Erstveröffentlichung: 30. November 2005 Verkäufe JP: + 1.183.424  |
| 2008 | B’z The Best “Ultra Pleasure”        | JP1 Diamant · (69 Wo.)JP | Erstveröffentlichung: 18. Juni 2008 Verkäufe JP: + 979.558        |
| 2008 | B’z The Best “Ultra Treasure”        | JP1 ×2Doppelplatin · (33 Wo.)JP | Erstveröffentlichung: 17. September 2008 Verkäufe JP: + 614.376   |
| 2013 | B’z The Best XXV 1988–1998           | JP1 ×2Doppelplatin · (47 Wo.)JP | Erstveröffentlichung: 12. Juni 2013 Verkäufe JP: + 583.230        |
| 2013 | B’z The Best XXV 1999–2012           | JP2 ×2Doppelplatin · (47 Wo.)JP | Erstveröffentlichung: 12. Juni 2013 Verkäufe JP: + 573.050        |
| 2017 | B’z Complete Single Box              | JP6 (3 Wo.)JP | Erstveröffentlichung: 30. August 2017                             |

grau schraffiert: keine Chartdaten aus diesem Jahr verfügbar

### EPs
| Jahr | Titel             | Höchstplatzierung, Gesamtwochen, AuszeichnungChartsChartplatzierungen (Jahr, Titel, Platzierungen, Wochen, Auszeichnungen, Anmerkungen) | Anmerkungen                                                      |
| Jahr | Titel             | JP | Anmerkungen                                                      |
| ---- | ----------------- | --- | ---------------------------------------------------------------- |
| 1989 | Bad Communication | JP12 ×3Dreifachplatin · (163 Wo.)JP | Erstveröffentlichung: 21. Oktober 1989 Verkäufe JP: + 1.182.010  |
| 1990 | Wicked Beat       | JP3 ×3Dreifachplatin · (120 Wo.)JP | Erstveröffentlichung: 21. Juni 1990 Verkäufe JP: + 1.111.230     |
| 1991 | Mars              | JP1 ×4Vierfachplatin · (81 Wo.)JP | Erstveröffentlichung: 29. Mai 1991 Verkäufe JP: + 1.730.500      |
| 1992 | Friends           | JP1 ×2Doppeldiamant · (34 Wo.)JP | Erstveröffentlichung: 9. Dezember 1992 Verkäufe JP: + 1.355.530  |
| 1996 | Friends II        | JP1 ×4Vierfachplatin · (19 Wo.)JP | Erstveröffentlichung: 25. November 1996 Verkäufe JP: + 1.466.650 |
| 2021 | Friends III       | JP1 Gold · (28 Wo.)JP | Erstveröffentlichung: 8. Dezember 2021 Verkäufe JP: + 132.263    |

## Singles
| Jahr | Titel Album | Höchstplatzierung, Gesamtwochen, AuszeichnungChartsChartplatzierungen (Jahr, Titel, Album, Platzierungen, Wochen, Auszeichnungen, Anmerkungen) | Anmerkungen |
| Jahr | Titel Album | JP | Anmerkungen |
| ---- | --- | --- | --- |
| 1989 | Dakara Sono Te wo Hanashite B’z                                                                                            | — | Erstveröffentlichung: 21. September 1989 |
| 1989 | Kimi no Naka de Odoritai B’z                                                                                               | — | Erstveröffentlichung: 21. Mai 1989 |
| 1990 | Lady-Go-Round Break Through                                                                                                | JP39 (6 Wo.)JP | Erstveröffentlichung: 21. Februar 1990 |
| 1990 | Be There B’z The Best “Pleasure”                                                                                           | JP3 Platin · (49 Wo.)JP | Erstveröffentlichung: 25. Mai 1990 Verkäufe JP: + 400.000                                                                                                  |
| 1990 | Taiyō no Komachi Angel B’z The Best “Pleasure”                                                                             | JP1 ×2Doppelplatin · (47 Wo.)JP | Erstveröffentlichung: 13. Juni 1990 Verkäufe JP: + 800.000                                                                                                 |
| 1990 | Easy Come, Easy Go! Risky                                                                                                  | JP1 Platin · (28 Wo.)JP | Erstveröffentlichung: 3. Oktober 1990 Verkäufe JP: + 400.000                                                                                               |
| 1990 | Itoshii Hitoyo Good Night… Risky                                                                                           | JP1 Platin · (23 Wo.)JP | Erstveröffentlichung: 24. Oktober 1990 Verkäufe JP: + 400.000                                                                                              |
| 1991 | Lady Navigation B’z The Best “Pleasure”                                                                                    | JP1 ×3Dreifachplatin · (56 Wo.)JP | Erstveröffentlichung: 27. Mai 1991 Verkäufe JP: + 1.200.000                                                                                                |
| 1991 | Alone In The Life | JP1 Diamant + Gold (Mobile Downloads) · (30 Wo.)JP                                                                                             | Erstveröffentlichung: 30. Oktober 1991 Verkäufe JP: + 1.100.000                                                                                            |
| 1992 | Blowin’ – | JP1 ×4Vierfachplatin · (31 Wo.)JP | Erstveröffentlichung: 27. Mai 1992 Verkäufe JP: + 1.600.000                                                                                                |
| 1992 | Zero Run | JP1 ×3Dreifachplatin · (28 Wo.)JP | Erstveröffentlichung: 7. Oktober 1992 Verkäufe JP: + 1.200.000                                                                                             |
| 1993 | Ai no mama ni Wagamama ni Boku wa Kimi dake o Kizutsukenai –                                                               | JP1 ×2Doppeldiamant + Gold (Mobile Downloads) · (24 Wo.)JP                                                                                     | Erstveröffentlichung: 17. März 1993 Verkäufe JP: + 2.100.000                                                                                               |
| 1993 | Hadashi no Megami – | JP1 ×4Vierfachplatin · (26 Wo.)JP | Erstveröffentlichung: 2. Juni 1993 Verkäufe JP: + 1.600.000                                                                                                |
| 1994 | Don’t Leave Me The 7th Blues                                                                                               | JP1 ×3Dreifachplatin · (13 Wo.)JP | Erstveröffentlichung: 9. Februar 1994 Verkäufe JP: + 1.200.000                                                                                             |
| 1994 | Motel – | JP1 Diamant · (13 Wo.)JP | Erstveröffentlichung: 21. November 1994 Verkäufe JP: + 1.000.000                                                                                           |
| 1995 | Negai (ねがい) Loose | JP1 ×3Dreifachplatin · (16 Wo.)JP | Erstveröffentlichung: 31. Mai 1995 Verkäufe JP: + 1.200.000                                                                                                |
| 1995 | Love Me, I Love You Loose                                                                                                  | JP1 ×3Dreifachplatin · (17 Wo.)JP | Erstveröffentlichung: 7. Juli 1995 Verkäufe JP: + 1.200.000                                                                                                |
| 1995 | Love Phantom Loose | JP1 ×4Vierfachplatin + Platin (Digital) · (22 Wo.)JP                                                                                           | Erstveröffentlichung: 11. Oktober 1995 Verkäufe JP: + 1.850.000                                                                                            |
| 1996 | Mienai Chikara (Invisible One) / Move –                                                                                    | JP1 ×3Dreifachplatin · (11 Wo.)JP | Erstveröffentlichung: 6. März 1996 Verkäufe JP: + 1.200.000                                                                                                |
| 1996 | Real Thing Shakes – | JP1 ×3Dreifachplatin · (10 Wo.)JP | Erstveröffentlichung: 15. Mai 1996 Verkäufe JP: + 1.200.000                                                                                                |
| 1997 | Fireball Survive | JP1 Diamant · (11 Wo.)JP | Erstveröffentlichung: 5. März 1997 Verkäufe JP: + 1.000.000                                                                                                |
| 1997 | Calling Survive | JP1 Diamant · (17 Wo.)JP | Erstveröffentlichung: 9. Juli 1997 Verkäufe JP: + 1.000.000                                                                                                |
| 1997 | Liar! Liar! Survive | JP1 Diamant · (8 Wo.)JP | Erstveröffentlichung: 8. Oktober 1997 Verkäufe JP: + 1.000.000                                                                                             |
| 1998 | Samayoeru Aoi Dangan – | JP1 Diamant + Gold (Digital) · (8 Wo.)JP | Erstveröffentlichung: 8. April 1998 Verkäufe JP: + 1.100.000                                                                                               |
| 1998 | Home – | JP1 Diamant · (20 Wo.)JP | Erstveröffentlichung: 8. Juli 1998 Verkäufe JP: + 1.000.000                                                                                                |
| 1999 | Giri Giri Chop Loose | JP1 ×2Doppelplatin · (11 Wo.)JP | Erstveröffentlichung: 9. Juni 1999 Verkäufe JP: + 800.000                                                                                                  |
| 2000 | Kon’ya Tsuki no Mieru Oka ni (今夜月の見える丘に) Eleven                                                                   | JP1 ×3Dreifachplatin + Gold (Mobile Downloads) · (17 Wo.)JP                                                                                    | Erstveröffentlichung: 9. Februar 2000 Verkäufe JP: + 1.300.000                                                                                             |
| 2000 | May Eleven | JP1 Platin · (13 Wo.)JP | Erstveröffentlichung: 24. Mai 2000 Verkäufe JP: + 400.000                                                                                                  |
| 2000 | Juice Eleven | JP1 Platin · (10 Wo.)JP | Erstveröffentlichung: 12. Juli 2000 Verkäufe JP: + 400.000                                                                                                 |
| 2000 | Ring Eleven | JP1 Platin · (7 Wo.)JP | Erstveröffentlichung: 4. Oktober 2000 Verkäufe JP: + 400.000                                                                                               |
| 2001 | Ultra Soul Green | JP1 ×2Doppelplatin + Platin (Digital) · (23 Wo.)JP                                                                                             | Erstveröffentlichung: 14. März 2001 · Verkäufe JP: + 1.150.000 · + JP: Gold (Mobile Downloads)                                                             |
| 2001 | Gold – | JP1 Platin · (10 Wo.)JP | Erstveröffentlichung: 8. August 2001 Verkäufe JP: + 400.000                                                                                                |
| 2002 | Atsuki Kodō no Hate (熱き鼓動の果て) Green                                                                                 | JP1 Platin · (11 Wo.)JP | Erstveröffentlichung: 5. Juni 2002 Verkäufe JP: + 400.000                                                                                                  |
| 2003 | It’s Showtime! Big Machine                                                                                                 | JP1 ×2Doppelplatin · (19 Wo.)JP | Erstveröffentlichung: 26. März 2003 Verkäufe JP: + 500.000                                                                                                 |
| 2003 | Yasei no Energy Big Machine                                                                                                | JP1 Platin · (10 Wo.)JP | Erstveröffentlichung: 16. Juli 2003 Verkäufe JP: + 250.000                                                                                                 |
| 2004 | Banzai – | JP1 Platin · (15 Wo.)JP | Erstveröffentlichung: 5. Mai 2004 Verkäufe JP: + 250.000                                                                                                   |
| 2004 | Arigato – | JP1 Platin · (11 Wo.)JP | Erstveröffentlichung: 1. September 2004 Verkäufe JP: + 250.000                                                                                             |
| 2005 | Ai no Bakudan The Circle                                                                                                   | JP1 Platin + Gold (Digital) · (14 Wo.)JP | Erstveröffentlichung: 9. März 2005 Verkäufe JP: + 350.000                                                                                                  |
| 2005 | Ocean Monster | JP1 ×2Doppelplatin + Platin (Digital) · (22 Wo.)JP                                                                                             | Erstveröffentlichung: 22. August 2005 · Verkäufe JP: + 1.350.000 · + JP: ×2Doppelplatin (Klingelton) , + JP: Gold (Mobile Downloads)                       |
| 2006 | Shoudou (衝動) Monster | JP1 Platin + Gold (Mobile Downloads) · (19 Wo.)JP                                                                                              | Erstveröffentlichung: 25. Januar 2006 Verkäufe JP: + 350.000                                                                                               |
| 2006 | Yuruginai mono Hitotsu (ゆるぎないものひとつ) Monster                                                                      | JP1 Platin · (12 Wo.)JP | Erstveröffentlichung: 12. April 2006 Verkäufe JP: + 250.000                                                                                                |
| 2006 | Splash! Monster | JP1 Platin · (12 Wo.)JP | Erstveröffentlichung: 7. Juni 2006 Verkäufe JP: + 250.000                                                                                                  |
| 2007 | Eien no Tsubasa (永遠の翼) Action                                                                                          | JP1 Platin · (14 Wo.)JP | Erstveröffentlichung: 9. Mai 2007 Verkäufe JP: + 250.000                                                                                                   |
| 2007 | Super Love Song Action | JP1 Platin · (12 Wo.)JP | Erstveröffentlichung: 3. Oktober 2007 Verkäufe JP: + 250.000                                                                                               |
| 2008 | Burn -Fumetsu no Face- (Burn -フメツノフェイス-) –                                                                         | JP1 Gold · (14 Wo.)JP | Erstveröffentlichung: 16. April 2008 Verkäufe JP: + 100.000                                                                                                |
| 2009 | Ichibu to Zenbu / Dive (イチブトゼンブ ／ Dive) Magic                                                                      | JP1 Platin + Diamant (Digital) · (24 Wo.)JP | Erstveröffentlichung: 5. August 2009 · Verkäufe JP: + 2.600.000 · + JP: Diamant (Klingelton), + JP: Platin (Downloads), + JP: Gold (Mobile Downloads Dive) |
| 2009 | My Lonely Town Magic | JP1 Platin · (13 Wo.)JP | Erstveröffentlichung: 14. Oktober 2009 Verkäufe JP: + 250.000                                                                                              |
| 2011 | Sayonara Kizu Darake no Hibi yo (さよなら傷だらけの日々よ) C’mon                                                           | JP1 Gold · (16 Wo.)JP | Erstveröffentlichung: 13. April 2011 Verkäufe JP: + 100.000                                                                                                |
| 2011 | Don’t Wanna Lie C’mon | JP1 Gold · (10 Wo.)JP | Erstveröffentlichung: 1. Juni 2011 Verkäufe JP: + 100.000                                                                                                  |
| 2012 | Go for It, Baby -Kioku no Sanmyaku- (-キオクの山脈-) Go for It, Baby –                                                     | JP1 Gold · (13 Wo.)JP | Erstveröffentlichung: 4. April 2012 Verkäufe JP: + 100.000                                                                                                 |
| 2015 | Uchōten (有頂天) Epic Day                                                                                                  | JP1 Gold · (13 Wo.)JP | Erstveröffentlichung: 14. Januar 2015 Verkäufe JP: + 100.000                                                                                               |
| 2015 | Red Epic Day | JP1 Gold · (15 Wo.)JP | Erstveröffentlichung: 10. Juni 2015 Verkäufe JP: + 100.000                                                                                                 |
| 2017 | Seimei / Still Alive (声明 / Still Alive) Dinosaur                                                                         | JP1 Gold · (26 Wo.)JP | Erstveröffentlichung: 26. Juni 2017 Verkäufe JP: + 158.519                                                                                                 |
| 2017 | Kimi to Nara (lit. When I’m With You; きみとなら) –                                                                        | — | Erstveröffentlichung: 2017 |
| 2021 | Sexual Violet No. 1 (セクシャルバイオレット No. 1) Take Me to Kazemachi!: Takashi Matsumoto 50th Anniversary Tribute Album | — | Erstveröffentlichung: 2021 |
| 2021 | Unite Highway X | — | Erstveröffentlichung: 2021 |
| 2022 | Sleepless Highway X | — | Erstveröffentlichung: 2022 |
| 2023 | Stars – | JP1 Gold · (44 Wo.)JP | Erstveröffentlichung: 12. Juli 2023 Verkäufe JP: + 117.600                                                                                                 |

Weitere Lieder
- 2005: I Wanted to Kiss You Again (JP: Gold (Mobile Downloads), Verkäufe JP: + 100.000)
- 2005: Merry Christmas Someday (JP: Platin (Mobile Downloads), JP: ×2Doppelplatin (Klingelton) , Verkäufe JP: + 750.000)
- 2008: Someday Again Here (JP: Gold (Mobile Downloads), Verkäufe JP: + 100.000)
- 2012: Into Free -Dangan- (JP: Gold (Downloads), Verkäufe JP: + 100.000)
- 2019: Soldiers, Run (兵、走る) (JP: Gold (Digital), Verkäufe JP: + 100.000)

## Videoalben
| Jahr | Titel                                                                        | Höchstplatzierung, Gesamtwochen, AuszeichnungChartplatzierungen (Jahr, Titel, Platzierungen, Wochen, Auszeichnungen, Anmerkungen) | Höchstplatzierung, Gesamtwochen, AuszeichnungChartplatzierungen (Jahr, Titel, Platzierungen, Wochen, Auszeichnungen, Anmerkungen) | Anmerkungen                                                    |
| Jahr | Titel                                                                        | JP DVD | JP Blu-ray | Anmerkungen                                                    |
| ---- | ---------------------------------------------------------------------------- | --- | --- | -------------------------------------------------------------- |
| 1991 | Just Another Life                                                            | — | — | Erstveröffentlichung: 11. Dezember 1991                        |
| 1993 | Live Ripper                                                                  | JP DVD6 (9 Wo.)JP DVD | — | Erstveröffentlichung: 9. Dezember 1993                         |
| 1996 | “Buzz!” The Movie                                                            | JP DVD5 (27 Wo.)JP DVD | — | Erstveröffentlichung: 1. Januar 1996                           |
| 1998 | Once Upon a Time in Yokohama: B’z Live Gym’99 “Brotherhood”                  | JP DVD4 (11 Wo.)JP DVD | — | Erstveröffentlichung: 8. Dezember 1998                         |
| 2002 | A Beautiful Reel. B’z Live-Gym 2002 Green: Go Fight Win                      | JP DVD1 (29 Wo.)JP DVD | — | Erstveröffentlichung: 27. November 2002                        |
| 2004 | Typhoon No.15 ~B’z Live-Gym The Final Pleasure “It’s Showtime!” in Nagisaen~ | JP DVD1 Platin · (39 Wo.)JP DVD                                                                                                   | — | Erstveröffentlichung: 25. Februar 2004 Verkäufe JP: + 250.000  |
| 2006 | B’z Live-Gym 2006: Monster’s Garage                                          | JP DVD1 Gold · (21 Wo.)JP DVD | — | Erstveröffentlichung: 20. Dezember 2006 Verkäufe JP: + 100.000 |
| 2008 | B’z Live in Nanba                                                            | JP DVD1 Gold · (23 Wo.)JP DVD | — | Erstveröffentlichung: 20. Februar 2008 Verkäufe JP: + 100.000  |
| 2008 | B’z Live-Gym Hidden Pleasure: Typhoon No.20                                  | JP DVD1 Gold · (15 Wo.)JP DVD | — | Erstveröffentlichung: 10. Dezember 2008 Verkäufe JP: + 100.000 |
| 2009 | B’z Live-Gym Pleasure 2008: Glory Days                                       | JP DVD1 Gold · (47 Wo.)JP DVD | JP Blu-ray26 (17 Wo.)JP Blu-ray                                                                                                   | Erstveröffentlichung: 25. Februar 2009 Verkäufe JP: + 100.000  |
| 2010 | B’z Live-Gym 2010 “Ain’t No Magic” at Tokyo Dome                             | JP DVD1 Gold · (14 Wo.)JP DVD | JP Blu-ray2 (8 Wo.)JP Blu-ray | Erstveröffentlichung: 28. Juli 2010 Verkäufe JP: + 100.000     |
| 2012 | B’z Live Gym 2011-C’mon-                                                     | JP DVD1 Gold · (16 Wo.)JP DVD | JP Blu-ray1 (18 Wo.)JP Blu-ray | Erstveröffentlichung: 30. Mai 2012 Verkäufe JP: + 100.000      |
| 2013 | B’z Live Gym 2008 Action                                                     | JP DVD2 Gold · (13 Wo.)JP DVD | JP Blu-ray1 (14 Wo.)JP Blu-ray | Erstveröffentlichung: 30. Januar 2013 Verkäufe JP: + 100.000   |
| 2013 | B’z Live Gym 2005 -Circle of Rock-                                           | JP DVD2 (16 Wo.)JP DVD | — | Erstveröffentlichung: 27. Februar 2013                         |
| 2013 | B’z Live Gym 2001 -Eleven-                                                   | JP DVD3 (13 Wo.)JP DVD | — | Erstveröffentlichung: 27. March 2013                           |
| 2014 | B’z Live-Gym Pleasure 2013 Endless Summer -XXV BEST-                         | JP DVD2 Gold · (23 Wo.)JP DVD | JP Blu-ray1 (54 Wo.)JP Blu-ray | Erstveröffentlichung: 29. Januar 2014 Verkäufe JP: + 100.000   |
| 2016 | B’z Live-Gym 2015 -Epic Night-                                               | JP DVD2 Gold · (20 Wo.)JP DVD | JP Blu-ray2 (28 Wo.)JP Blu-ray | Erstveröffentlichung: 24. Februar 2016 Verkäufe JP: + 100.000  |
| 2018 | B’z Live-Gym 2017–2018 “Live Dinosaur”                                       | JP DVD1 Gold · (29 Wo.)JP DVD | JP Blu-ray1 (24 Wo.)JP Blu-ray | Erstveröffentlichung: 4. Juli 2018 Verkäufe JP: + 109.280      |
| 2019 | B’z Live-Gym Pleasure 2018 -Hinotori-                                        | JP DVD1 Gold · (52 Wo.)JP DVD | JP Blu-ray1 (57 Wo.)JP Blu-ray | Erstveröffentlichung: 13. März 2019 Verkäufe JP: + 147.991     |
| 2020 | B’z Live-Gym 2019 -Whole Lotta New Love-                                     | JP DVD1 Gold · (23 Wo.)JP DVD | JP Blu-ray1 (46 Wo.)JP Blu-ray | Erstveröffentlichung: 26. Februar 2020 Verkäufe JP: + 100.000  |
| 2021 | B’z Showcase 2020 -5 Eras 8820- Day1                                         | JP DVD3 (11 Wo.)JP DVD | JP Blu-ray6 (13 Wo.)JP Blu-ray | Erstveröffentlichung: 25. August 2021                          |
| 2021 | B’z Showcase 2020 -5 Eras 8820- Day2                                         | JP DVD5 (9 Wo.)JP DVD | JP Blu-ray9 (11 Wo.)JP Blu-ray | Erstveröffentlichung: 25. August 2021                          |
| 2021 | B’z Showcase 2020 -5 Eras 8820- Day3                                         | JP DVD6 (11 Wo.)JP DVD | JP Blu-ray11 (9 Wo.)JP Blu-ray | Erstveröffentlichung: 25. August 2021                          |
| 2021 | B’z Showcase 2020 -5 Eras 8820- Day4                                         | JP DVD8 (10 Wo.)JP DVD | JP Blu-ray14 (10 Wo.)JP Blu-ray                                                                                                   | Erstveröffentlichung: 25. August 2021                          |
| 2021 | B’z Showcase 2020 -5 Eras 8820- Day5                                         | JP DVD7 (10 Wo.)JP DVD | JP Blu-ray13 (8 Wo.)JP Blu-ray | Erstveröffentlichung: 25. August 2021                          |
| 2021 | B’z Showcase 2020 -5 Eras 8820- Day1～5 Complete Box                         | JP DVD1 (10 Wo.)JP DVD | JP Blu-ray1 (9 Wo.)JP Blu-ray | Erstveröffentlichung: 25. August 2021                          |
| 2022 | B’z presents Live Friends                                                    | JP DVD1 (12 Wo.)JP DVD | JP Blu-ray1 (40 Wo.)JP Blu-ray | Erstveröffentlichung: 14. Dezember 2022                        |
| 2023 | B’z Live-Gym 2022 -Highway X-                                                | JP DVD2 (35 Wo.)JP DVD | JP Blu-ray1 (41 Wo.)JP Blu-ray | Erstveröffentlichung: 14. Juni 2023                            |
| 2024 | B’z Live-Gym Pleasure 2023 -Stars-                                           | JP DVD1 Gold · (44 Wo.)JP DVD | JP Blu-ray1 (41 Wo.)JP Blu-ray | Erstveröffentlichung: 3. April 2024                            |

## Statistik

### Chartauswertung
|                     | JP     |
| ------------------- | ------ |
| Nummer-eins-Alben   | JP30JP |
| Top-10-Alben        | JP36JP |
| Alben in den Charts | JP40JP |

|                       | JP     |
| --------------------- | ------ |
| Nummer-eins-Singles   | JP50JP |
| Top-10-Singles        | JP51JP |
| Singles in den Charts | JP52JP |

|                          | JP     |
| ------------------------ | ------ |
| Nummer-eins-Videoalben   | JP18JP |
| Top-10-Videoalben        | JP33JP |
| Videoalben in den Charts | JP33JP |

### Auszeichnungen für Musikverkäufe
Anmerkung: Auszeichnungen in Ländern aus den Charttabellen bzw. Chartboxen sind in ebendiesen zu finden.
| Land/RegionAuszeichnungen für Musikverkäufe (Land/Region, Auszeichnungen, Verkäufe, Quellen) | Gold       | Platin         | Diamant       | Verkäufe   | Quellen        |
| -------------------------------------------------------------------------------------------- | ---------- | -------------- | ------------- | ---------- | -------------- |
| Japan (RIAJ)                                                                                 | 37× Gold37 | 136× Platin136 | 36× Diamant36 | 87.450.000 | riaj.or.jp JP2 |
| Insgesamt                                                                                    | 37× Gold37 | 136× Platin136 | 36× Diamant36 |            |                |